# Подест
Подестът (на италиански: podestà) е административна длъжност в средновековните италиански градове-държави. Думата произлиза от латински – potestas („власт“).
Подестът има както изпълнителна, така и съдебна власт. В различните градове подестът е можело да бъде избиран пряко или назначаван от централната власт (Венеция, Флоренция). Първите подести са назначени от императора на Свещената римска империя Фридрих I Барбароса около 1158 г. като негови управители, но срещу тях се надига съпротива, която впоследствие става една от причините за създаването на Ломбардската лига и последвалите въстания против Барбароса през 1167 г.
Към 1200 г. в много от италианските градове се назначават или избират подести за срок от 6 месеца до 2 години. С течение на времето това се превръща в истинска професия и подестите пътуват от град на град в зависимост от това къде били назначавани, и за работата си получават заплати, а също така разполагат и с по няколко телохранители. През XVIII век в повечето градове тази длъжност се отменя, за да бъде временно възстановена от 1926 до 1946 г.